# 肯尼思·W·汤普森
肯尼思·W·汤普森（英語： 1921年8月29日—2013年2月2日）是一位美国國際關係學家，弗吉尼亚大学教授，主要作品有《国际思想大师》（Masters of International Thought）、《政治与外交中的传统和价值观》（Traditions and Values in Politics and Diplomacy）等。